# ゲアリド郡 (ケンタッキー州)
ゲアリド郡（ギャラード郡、英: Garrard County、[ˈɡærəd] GAIR-id）は、アメリカ合衆国ケンタッキー州の中央部に位置する郡である。2010年国勢調査での人口は16,912人であり、2000年の14,792人から14.3%増加した。郡庁所在地はランカスター市（人口3,442人）であり、同郡で人口最大の都市でもある。1797年に設立され、郡名は1796年から1804年まで第2代ケンタッキー州知事を務めたジェイムズ・ゲアリドに因んで名付けられた。アルコール飲料の販売に関しては「モイスト郡」に分類される。基本的にアルコール飲料の販売は禁じられる「ドライ郡」（禁酒郡）だが、特にランカスター市のようにアルコール飲料の小売りが認められる「ウェット」地域が含まれている。

## 歴史
ゲアリド郡は1796年12月17日に、リンカーン郡、マディソン郡、マーサー郡のそれぞれ一部を合わせて設立された。『アンクル・トムの小屋』の作者ハリエット・ビーチャー・ストウが、その本の題材を集めているときに、南部を訪問し始めたばかりの段階でゲアリド郡にあるケネディ家を訪ねた。アンクル・トムの着想を与えた小屋は、そのプランテーション母屋の背後に建っていた。郡当局は、ウィリアム・オウスリー州知事邸宅の敷地に奴隷小屋を再現することを期待している。

## 地理
アメリカ合衆国国勢調査局に拠れば、郡域全面積は233.88平方マイル (605.7 km2)であり、このうち陸地231.21平方マイル (598.8 km2)、水域は2.67平方マイル (6.9 km2)で水域率は1.14%である。

### 隣接する郡
- ジェサミン郡 - 北、ケンタッキー川の対岸
- マディソン郡 - 北東
- ロックキャッスル郡 - 南東
- リンカーン郡 - 南西
- ボイル郡 - 西
- マーサー郡 - 北西、ディックス川の対岸

## 政治、郡政府
アメリカ合衆国上院には、ミッチ・マコーネルとランド・ポールを送り出している。ゲアリド郡はアメリカ合衆国下院議員の第6選挙区に入っており、共和党のベン・チャンドラーが現職である。また州上院議員第22選挙区に入っており、トム・ビュフォードを送り出している。州下院議員では第36選挙区であり、ロニー・ネピアが代表である。
ゲアリド郡は、郡全体から選ばれる郡長と、郡を5つの選挙区に分けたそれぞれから選出される郡政委員5人で構成される郡政委員会が統治している。各委員の任期は、ケンタッキー州憲法に従い4年間である。

## 人口動態
以下は2000年国勢調査による人口統計データである。
| 基礎データ - 人口: 14,792人 - 世帯数: 5,741 世帯 - 家族数: 4,334 家族 - 人口密度: 25人/km2（64人/mi2） - 住居数: 6,414軒 - 住居密度: 11軒/km2（28軒/mi2） 人種別人口構成 - 白人: 95.75% - アフリカン・アメリカン: 3.06% - ネイティブ・アメリカン: 0.13% - アジア人: 0.04% - その他の人種: 0.43% - 混血: 0.59% - ヒスパニック・ラテン系: 1.32% 年齢別人口構成 - 18歳未満: 24.4% - 18-24歳: 8.1% - 25-44歳: 30.9% - 45-64歳: 23.6% - 65歳以上: 13.0% - 年齢の中央値: 37歳 - 性比（女性100人あたり男性の人口） - 総人口: 96.8 - 18歳以上: 93.0 | 世帯と家族（対世帯数） - 18歳未満の子供がいる: 33.4% - 結婚・同居している夫婦: 62.6% - 未婚・離婚・死別女性が世帯主: 9.4% - 非家族世帯: 24.5% - 単身世帯: 21.1% - 65歳以上の老人1人暮らし: 9.5% - 平均構成人数 - 世帯: 2.56人 - 家族: 2.95人 収入と家計 - 収入の中央値 - 世帯: 34,284米ドル - 家族: 41,250米ドル - 性別 - 男性: 30,989米ドル - 女性: 21,856米ドル - 人口1人あたり収入: 16,915米ドル - 貧困線以下 - 対人口: 14.7% - 対家族数: 11.6% - 18歳未満: 19.1% - 65歳以上: 17.0% |

## 都市と町
| - ランカスター - 郡庁所在地 - ブライアンツビル - バッカイ - カーターズビル | - ハイアッツビル - ペイントリック - ディビスタウン |

## 著名な出身者
- キャリー・ネイション (1846–1911)、前禁酒法時代アメリカの禁酒主義活動家の一人

## 大衆文化の中で
- ジョン・マイケル・モンゴメリーの1995年のヒット作『Sold (The Grundy County Auction Incident)』はゲアリド郡の倉庫で撮影された[6]。
- 同じくモンゴメリーの1997年の作品『I miss you a little』の一部も郡内で撮影された[7]
- モンゴメリー・クリフトとエリザベス・テイラーが主演した1957年の映画『愛情の花咲く樹』の一部は郡内で撮影された
- 2009年、ゲアリド経済開発主任ネイサン・ミックと地元映画監督のパーカー・ヤングが『これがゲアリド郡!』[8]と題する短編ビデオを撮影した。これは新しいメディアで郡を世界に紹介する試みである